# Gabriele Kohlisch
Gabriele Kohlisch detta Gabi (Karl-Marx-Stadt, 7 dicembre 1963) è un'ex slittinista ed ex bobbista tedesca.
Prima della riunificazione della Germania (1990), ha gareggiato per la nazionale tedesca orientale di slittino.

## Biografia
Iniziò la sua carriera come slittinista per l'allora nazionale della Germania Est. Esordì in Coppa del Mondo nella stagione 1984/85, conquistò il primo podio il 10 marzo 1985 nel singolo ad Oberhof e la prima vittoria il 1º febbraio 1987 sempre nel singolo ad Imst. Trionfò in classifica generale nella specialità del singolo nell'edizione del 1993/94.
Prese parte a due edizioni dei Giochi olimpici invernali, ad Albertville 1992 ed a Lillehammer 1994, classificandosi in entrambe le occasioni al sesto posto nel singolo.
Ai campionati mondiali ottenne sei medaglie d'oro, due nel singolo e quattro nella gara a squadre, ed altre quattro medaglie d'argento. Nelle rassegne continentali vinse due medaglie d'argento ed una di bronzo.
Nel 1997, data la grande concorrenza interna nella squadra di slittino tedesca con altre campionesse quali Jana Bode, Susi Erdmann, Silke Kraushaar, Barbara Niedernhuber e Sylke Otto, decise di ritirarsi dalle gare.
La voglia di conquistare una medaglia olimpica però la portò ad intraprendere la carriera di pilota di bob, che da poco era stata aperta anche alle donne ed avrebbe debuttato ai Giochi di Salt Lake City 2002. Conquistò la prima medaglia d'oro ai campionati mondiali di bob a due femminile a Winterberg 2000 in coppia con Kathleen Hering, ma l'anno successivo la forte concorrenza in seno alla squadra teutonica la estromise dal prendere parte alla Coppa del Mondo e conseguentemente dal poter qualificarsi all'Olimpiade. Decise quindi di ritirarsi definitivamente dall'attività agonistica.

## Palmarès

### Slittino

#### Mondiali
- 10 medaglie:
  - 6 ori (singolo, gara a squadre a Calgary 1990; gara a squadre a Winterberg 1991; gara a squadre a Calgary 1993; singolo, gara a squadre a Lillehammer 1995);
  - 4 argenti (singolo ad Igls 1987; singolo a Winterberg 1991; singolo a Calgary 1993; gara a squadre ad Altenberg 1996).

#### Europei
- 3 medaglie:
  - 2 argenti (gara a squadre a Königssee 1994; singolo a Sigulda 1996);
  - 1 bronzo (singolo a Königssee 1994).

#### Coppa del Mondo
- Vincitrice della Coppa del Mondo nella specialità del singolo nel 1993/94.
- 33 podi (tutti nel singolo):
  - 13 vittorie;
  - 9 secondi posti;
  - 11 terzi posti.

##### Coppa del Mondo - vittorie
| Data             | Luogo        | Paese        | Disciplina |
| ---------------- | ------------ | ------------ | ---------- |
| 1º febbraio 1987 | Imst         | Austria      | Singolo    |
| 20 febbraio 1989 | Calgary      | Canada       | Singolo    |
| 7 gennaio 1990   | Oberhof      | Germania Est | Singolo    |
| 25 novembre 1990 | Altenberg    | Germania     | Singolo    |
| 24 novembre 1991 | Königssee    | Germania     | Singolo    |
| 24 gennaio 1993  | Königssee    | Germania     | Singolo    |
| 31 gennaio 1993  | Winterberg   | Germania     | Singolo    |
| 12 dicembre 1993 | Igls         | Austria      | Singolo    |
| 16 gennaio 1994  | Oberhof      | Germania     | Singolo    |
| 18 dicembre 1994 | Calgary      | Canada       | Singolo    |
| 15 gennaio 1995  | Oberhof      | Germania     | Singolo    |
| 29 gennaio 1995  | Sankt Moritz | Svizzera     | Singolo    |
| 3 dicembre 1995  | Igls         | Austria      | Singolo    |

### Bob

#### Mondiali
- 1 medaglia:
  - 1 oro (a due a Winterberg 2000).